# 소박 실재론
소박실재론(素朴實在論; 영어: Naïve realism)은 직접적 실재론, 지각적 실재론, 상식 실재론이라고도 불리며, 감각이 우리에게 물체가 실제로 있는 그대로를 알게끔 한다는 사상이다. 
인간이 자연발생적으로 품고 있는 유물론이다. 외계가 우리의 의식과는 독립하여 존재한다고 하며, 이것은 말하자면 인간의 상식이나 이 상식을 비판적으로 반성함으로써 철학상의 여러 가지 입장이 생겨난다는 것이다.

## 같이 보기
- 실재론